# Leopold Szyjkowski
Leopold Szyjkowski (28 stycznia 1859 w Żywaczowie, zm. 9 listopada 1941 we Lwowie) – polski doktor medycyny, generał brygady Wojska Polskiego.

## Życiorys
Leopold Szyjkowski urodził się 28 stycznia 1859 w Żywaczowie (błędnie określane jako Żydaczów), w rodzinie Adama, dzierżawcy dóbr Żywaczów i Sylwestry Charlińskiej. 10 lutego 1859 roku ochrzczony w kościele w Chocimierzu przez rzymskokatolickiego księdza Klemensa Horwatha. Jego ojcem chrzestnym był właściciel Żywaczowa Grzegorz Teodorowicz, polski Ormianin, ojciec Józefa Teodorowicza, arcybiskupa lwowskiego obrządku ormiańskiego.
W 1879 roku w Stanisławowie złożył maturę. Medycynę studiował na Uniwersytecie Jagiellońskim i Uniwersytecie Wiedeńskim. W 1888 roku otrzymał dyplom doktora wszechnauk lekarskich i rozpoczął zawodową służbę wojskową w cesarskiej i królewskiej armii. 1 listopada 1911 roku awansował na starszego lekarza sztabowego 2. klasy (niem. Oberstabsartzt 2. Klasse). W 1913 roku był szefem sanitarnym c. i k. 30 Dywizji Piechoty we Lwowie. W 1915 roku awansował na starszego lekarza sztabowego 1. klasy (niem. Oberstabsartzt 1. Klasse).
Od listopada 1918 roku pełnił obowiązki lekarza załogi Lwowa. 21 czerwca 1919 roku został formalnie przyjęty do Wojska Polskiego z byłej cesarskiej i królewskiej armii, z zatwierdzeniem posiadanego stopnia pułkownika lekarza, i jednoczesnym zatwierdzeniem na stanowisku szefa sanitarnego garnizonu miasta Lwowa. Na tym stanowisku 29 maja 1920 roku został zatwierdzony z dniem 1 kwietnia 1920 roku w stopniu pułkownika, w Korpusie Lekarskim, w grupie oficerów byłej armii austro-węgierskiej. Z dniem 1 maja 1921 roku został przeniesiony w stan spoczynku. Na emeryturze mieszkał we Lwowie. Tam praktykował jako lekarz laryngolog.
26 października 1923 roku Prezydent RP Stanisław Wojciechowski zatwierdził go w stopniu generała brygady. Później został zweryfikowany w tym stopniu ze starszeństwem z dniem 1 czerwca 1919 roku w korpusie generałów stanu spoczynku.
W lutym 1940 roku, w czasie pierwszej deportacji, razem z żoną miał być wywieziony w głąb ZSRR, lecz zaniechano tego ponieważ oboje byli obłożnie chorzy. Zmarł 9 listopada 1941 roku w czasie niemieckiej okupacji Lwowa.

## Ordery i odznaczenia
- Krzyż Rycerski Orderu Franciszka Józefa